# VTM GO

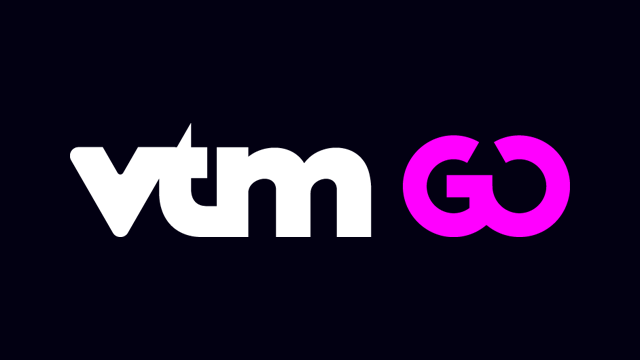
Voormalig logo

VTM GO is de gratis online video-on-demand-service van DPG Media. Via VTM GO kunnen de rechtstreekse uitzendingen van alle lineaire zenders van DPG Media bekeken worden via computer, tablet, smartphone of smart-tv. Via het platform kunnen ook alle recente programma's van die zenders herbekeken worden, zowel Vlaamse als internationale producties.

## Geschiedenis
De eerste online video-on-demand-service van de toenmalige VMMa (het huidige DPG Media) was iWatch.be, gelanceerd in 2007. Dit was de online versie van iWatch, dat twee jaar eerder met de komst van digitale televisie geïntroduceerd werd om kijkers toe te laten gemiste programma's tegen betaling te kunnen herbekijken.
In 2013 lanceerde Stievie een betalende app waarmee tien Vlaamse televisiezenders via tablet of smartphone konden bekeken worden, zowel live als tot een week terug. In 2017 werd het aanbod uitgebreid tot 18 zenders en kwam er de mogelijkheid bij om programma's op te nemen en offline te bekijken. De gratis versie van Stievie verving in 2015 iWatch.be.
Vanaf midden 2014 konden VTM-programma's tot vier weken na uitzending herbekeken worden via de VTM-website en de VTM-app.
In 2019 werden alle gratis streamingdiensten van DPG Media ondergebracht in een nieuwe video-on-demand-service: VTM GO. Tegelijkertijd werd het aanbod fors uitgebreid. De webversie van VTM GO is gelanceerd op 2 april 2019. Op 23 april 2019 kwam daar ook de VTM GO-app bij, die sinds het najaar van 2019 ook beschikbaar is op Android TV en Apple TV.
Op 3 mei 2023 werd VTM GO+ gelanceerd, een betaalde versie van VTM GO zonder reclame waar bovendien afleveringen van bepaalde programma's een week vooraf te zien zijn. Op VTM GO+ gaan ook reeksen in première die nadien pas op een van de vier grote VTM-zenders zullen te zien zijn. Ten slotte laat VTM GO+, in tegenstelling tot VTM GO, toe om programma's te downloaden om achteraf te bekijken zonder internetverbinding.

## Aanbod
Het aanbod van VTM GO bestaat uit rechtstreekse uitzendingen van de lineaire tv-zenders VTM, VTM 2, VTM 3, VTM 4, VTM GOLD en VTM Non-stop. De live-uitzendingen kunnen echter niet teruggespoeld of vooruitgespoeld worden. Daarnaast wordt er ook gezorgd voor exclusieve VTM GO programma's zoals Koffie met Jan, Dubbelspel, Axel Gaat Buiten, The Voice Kids Sessies, Blind Getrouwd Naspel, Instafamous, Behind The Mask, Beat VTM Talks, Up-to-date en Brak. Verder zijn er online ook Familie-gerelateerde programma's en webseries te zien zoals 't Zit in de Familie, Familie - Spoorloos en Familie - Gestrikt. Tot slot zijn er op VTM GO ook regelmatig programma's te zien van onder andere zenders Spike Vlaanderen, MTV België, NickJr, Nickelodeon en Comedy Central. Vooral MTV België en Nickelodeon lijken 'een vast plekje' te hebben veroverd op de streamingdienst. Vanaf december 2022 is er een nieuwe samenwerking van VTM GO, ditmaal met Studio 100. Rond dezelfde periode werd aangekondigd dat de programma's van VTM Kids zich verplaatsen naar VTM GO (online aanbieding) en VTM Kids op televisie op 9 januari 2023 omgetoverd wordt tot VTM Non-stop Dokters, een kanaal vol met ziekenhuisseries zoals House M.D., The Good Doctor en Spoed.
Daarnaast is er een catalogus van bijna 300 titels te vinden: Vlaamse fictie en non-fictie, maar ook internationale series en films. De Vlaamse programma's blijven langer beschikbaar. VTM GO bevat ook een selectie van de beste VTM-producties die in de voorbije 30 jaar te zien waren. Met de komst van VTM GO+ verdween veel van deze content echter achter een betaalmuur.
VTM GO is een gratis platform, maar de programma's worden voorafgegaan door een halve minuut reclame, en naargelang de lengte van de programma's, worden ze onderbroken door een of meerdere niet-doorspoelbare reclameblokken.

## Toegankelijkheid
De programma's op VTM GO zijn gratis te bekijken. Gebruikers moeten zich wel eerst eenmalig registreren. Op basis van dit profiel wordt aan gebruikers een gepersonaliseerde selectie uit het aanbod voorgesteld, gebaseerd op hun eigen kijkgedrag. Ook is het mogelijk om "kidsprofielen" toe te voegen om te vermijden dat kinderen op content voor volwassenen terecht komen.
Vrijwel elk programma op VTM GO kan vanuit het buitenland bekeken worden, op voorwaarde dat VTM over de nodige uitzendrechten beschikt om het programma buiten België te mogen aanbieden.
De meeste programma's zijn voorzien van Nederlandstalige ondertiteling die eventueel geactiveerd kan worden tijdens het kijken. 
Het bekijken van video's kan op de website gebeuren (voor computers en pc's) of in de app (Android of IOS), of op de smart tv app (Android TV & Apple TV 4 en nieuwer), ook kan er gecast worden naar de televisie via Google Chromecast of via Apple Airplay.
Sinds 2021 is VTM GO ook beschikbaar op smart tv’s van Samsung (2017 of later). 

## Exclusieve content
- Dubbelspel (2016 op vtm.be 2019 op VTM GO)
- Familie: Spoorloos (2019)
- Familie: Gestrikt (2019)
- The Voice Kids Sessies (2019-2020)
- Beat VTM talks (2020)
- Blind Getrouwd - Naspel (2020)
- 't Zit in de Familie (2020)
- Axel Gaat Buiten (2020-2021)
- Behind The Mask (2020)
- Instafamous (2020)
- Brak (2020)
- Up-To-Date (2020)
- Koffie met Jan (2020)
- The Voice Comeback Stage (2021)
- Huis Gesmaakt met Gert Voorjans (2021)
- wij waren daar (2021)
- Familie: Het Geheim Van Raven (2021)
- K2 Zoekt Mee (2021)
- Gerben & Steffi op kot (2021)
- JOE Top 2000 Stories (2021)